# 저우번순
저우번순(중국어 간체자: 周本順, 1953년 2월 ~ )은 중화인민공화국의 정치인이다. 1971년 9월, 중국공산당에 입당했으며, 현재 허베이성 중국 공산당 당위원회 서기이다.

## 생애
후난성 화이화 시 출신으로 후난 대학에서 공학 석사와 법학 박사 학위를 받았다.
후난성 지질학교 교사, 그리고 같은 지질학교 공청단 부서기를 지냈다. 후난성 지질광산청 정치부 비서, 중국공산당 후난성 당위원회 정책연구실 3처 부처장과 처장 그리고 연구실 주임을 거쳐 후난성 사오양 시 위원회 부서기와 1995년 8월에는 서기 자리에 올랐다. 그리고 2000년 11월 후난성 공안청 청장, 2001년 11월 중국공산당 후난성 위원회 정법위 서기와 공안청 청장을 각각 맡았다. 이후 2008년 3월, 중국공산당 중앙사회치안총합치리위원회 부주임과 중국공산당 정법위원회 비서장을 지냈다.
2013년 3월, 허베이성 중국 공산당 당위원회 서기에 임명되었다.
| 전임 장칭리 | 허베이성 당 위원회 서기 2013년 3월 ~ 2015년 7월 | 후임 자오커즈 |